# ЄПідтримка

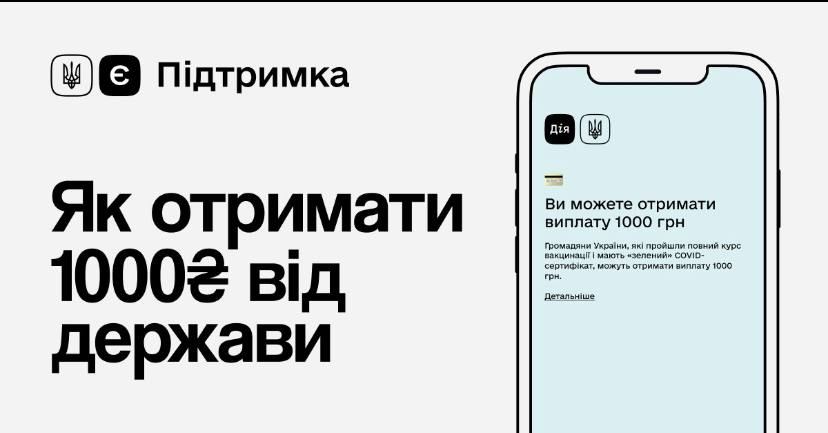

єПідтримка (неформально Ковідна тисяча або Вакцинальна тисяча, Тисяча Зеленського) — українська державна програма, спрямована, по-перше, на підтримку вакцинації проти пандемії COVID-19, по-друге, на підтримку здоров'я населення та тих індустрій, що найбільше постраждали від пандемії, зокрема креативних індустрій і передовсім культури, а також фізичної культури і спорту та транспорту, по-третє, на підвищення рівня диджиталізації в Україні. Згідно з цією програмою проводяться грошові виплати громадянам України, які вакциновані проти COVID-19. Виплата проводиться на суму 1000 гривень. Ці кошти вакцинована особа може витратити на купівлю книжок, білетів у кіно, театр та концерти, витратити у спортивних клубах, а також на залізничні квитки на потяги Укрзалізниці. Загалом з державного бюджету України на програму виділено 8 мільярдів гривень за ініціативою Президента України Володимира Зеленського. Відповідні зміни до бюджету були прийняті Верховною Радою України 2 грудня 2021 року та підписані Президентом 8 грудня 2021 року.
Згодом програму було розповсюджено на виплату працівникам постраждалим від російського вторгнення в Україну з 24 лютого 2022 року.

## Механізм виплати
Вакцинальна тисяча початково розпочала виплачуватися повнолітнім громадянам України, які отримали повний курс вакцинації проти COVID-19 вакцинами, які офіційно зареєстровані в Україні (на момент початку виплат — двома дозами вакцини проти COVID-19), згенерували собі зелений сертифікат про вакцинацію в мобільному застосунку «Дія», після чого згенерували собі віртуальну банківську картку в одному з банків-партнерів програми «єПідтримка», та проводиться на суму в 1000 гривень. На момент початку виплат, яка розпочалась 19 грудня 2021 року, вакциновані особи могли витратити ці кошти на купівлю книжок, білетів у кіно, театр та концерти, відвідати музеї або виставкові центри, витратити у спортивних або фітнес-клубах, а також на залізничний квиток на потяги Укрзалізниці та авіаквитки. Пізніше до цього переліку додана можливість придбати ліки в аптеках для осіб старших 60 років, як за рецептом лікаря, так і без нього. Оскільки не у всіх осіб, навіть молодших 60 років, є мобільні телефони, які можуть підтримувати застосунок «Дія», то уряд пообіцяв розробити механізм отримання виплати без використання смартфонів. Для отримання виплати вже в перші дні в банках-партнерах програми оформлено понад 1,7 мільйона віртуальних карток для виплати. Повідомлено, що за відсутності смартфонів вакцинальну тисячу будуть нараховувати й на звичайні банківські картки.

## Подальше розширення виплат
- У січні 2022 року уряд повідомив, що заплановано надати можливість отримати в аптеках ліки за рахунок вакцинальної тисячі не лише особам старшим 60 років, але й особам, які мають інвалідність.[12] 5 лютого 2022 року офіційно повідомлено, що можливість отримати ліки коштом вакцинальної тисячі зможуть інваліди I та II груп.[13] Також Президент України Володимир Зеленський повідомив, що особи старші 60 років зможуть розраховуватися коштами вакцинальної тисячі за комунальні послуги.[14][15] Вакцинальна тисяча не буде оподатковуватися, та не буде впливати на виплату субсидій.[16] Пізніше президент повідомив, що за бустерну дозу вакцини всім громадянам буде додатково нараховано ще по 500 гривень.[17] У кінці січня повідомлено про розробку програми виплат вакцинальної тисячі громадянам віком 12—18 років, які отримали дві дози вакцини проти COVID-19.[18][19] 2 лютого 2022 року повідомлено, що Кабінет міністрів України прийняв постанову, якою вакцинальна тисяча буде виплачуватися неповнолітнім особам віком від 14 років, яку українські підлітки зможуть потратити й на освітні послуги, а також на оплату проживання в гуртожитках, і спортивні товари.[20][21] 25 лютого 2022 року повідомлено, що коштами вакцинальної тисячі можна підтримати українську армію на тлі російського вторгнення до України.[22]
- З 21 березня до 31 березня 2022 року в межах програми «єПідтримка» відбувалася виплата 6 500 гривень ФОПам і працівникам з регіонів, де відбувалися активні бойові дії внаслідок збройного вторгнення Російської Федерації в Україну.[6][23] Послуга була доступна у Чернігівській, Сумській, Харківській, Миколаївській, Запорізькій, Донецькій, Луганській, Житомирській, Одеській, Волинській, Дніпропетровській, Київській областях та місті Києві.[24] Усього за допомогою в межах програми звернулися близько 5 млн українців.[25]

## Вплив
Станом на лютий 2022 року було подано 8,6 млн заявок, витрачено 3 млрд грн. За статистикою, найпопулярнішими витратами виявились книги (1 млрд грн), кіно (658 млн грн) та інші розважальні послуги (театри, концерти тощо, 341 млн грн).
У сфері книговидавництва, де кошти витрачались найбільш активно, програма спричинила збільшення продажів у 2-3 рази для видавництв та торговельних майданчиків. Збільшення продажів було відчутне навіть на фоні типово високого передноворічного сезону, і продовжилося після нього. Різке збільшення попиту також спричинило відчутні затримки з обробкою замовлень на онлайн-платформах та сайтах видавництв, наприклад в інтернет-магазині Yakaboo та книгарні «Є». Серед причин масового попиту саме на книги відзначають їх широку доступність у порівнянні з іншими типами покупок, на які можна було витрачати «ковідну тисячу», наприклад, кінотеатрів, театрів та спорт-закладів часто немає в малих населених пунктах.
За оцінкою НБУ, програма єПідтримка може мати позитивне значення для ВВП України, та забезпечити ріст ВВП 0,1-0,15 % за 2022 рік.
За інформацією Міністерства економіки, станом на початок вересня 2023 року більш ніж 4,7 млн українців, які втратили доходи під час війни, отримали кошти за програмою «Є-Підтримка». Йдеться про одноразову грошову допомогу в розмірі 6,5 тис. гривень. Усього громадянам було виплачено 30,9 млрд гривень.
З 30,9 млрд грн, які держава виплатила під час повномасштабної війни за програмою «Є-Підтримка», 390 млн грн було виплачено неправомірно. Загалом 60 тис. українців отримали по 6,5 тис. грн, не маючи на це підстав. При цьому, майже чверть таких отримувачів — 14,5 тис. «бюджетників» — вже повернули кошти до державного бюджету.

## Нецільове використання
За даними преси, в Україні зареєстровано низка випадків перепродажу вакцинальних коштів задля отримання готівки, зокрема перепродажу або здачі білетів у кінотеатри та розважальні заклади, перепродажу книжок, отриманих за рахунок вакцинальної тисячі, або отримали на вакцинальну тисячу товари, які не зареєстровані в переліку для отримання компенсації за вакцинацію, зокрема описані випадки, коли отримувачі вакцинальної тисячі отримували пиво в кінотеатрах. Представники уряду запевнили, що вони будуть відстежувати всі можливі шляхи порушень в отриманні вакцинальної тисячі та її використанні, та будуть розробляти нові механізми щодо запобігання порушень при отриманні та використанні цієї виплати.